# The Wiles of Cupid
The Wiles of Cupid è un cortometraggio muto del 1913 diretto da Lloyd B. Carleton e prodotto dalla Lubin.

## Produzione
Il film fu prodotto dalla Lubin Manufacturing Company.

## Distribuzione
Distribuito dalla General Film Company, il film - un cortometraggio in una bobina - uscì nelle sale USA il 17 luglio 1913.